# Dallol Maouri
Le Dallol Maouri (ou Dallol Mawri, Dallol Mauri, Dallol Maori) est la vallée d'un affluent fossile du fleuve Niger et constitue le plus bas prolongement de la vallée du Tadiss (située dans la région de Tahoua au Niger). La partie la plus humide du Dallol Maouri se caractérise par un écoulement temporaire en saison de pluie et le maintien d’un chapelet de mares en saison sèche. Ceci a permis l’apparition d’une diversité d’habitats favorables pour le maintien de la diversité faunique et floristique. Il constitue aussi le support de plusieurs activités socioéconomiques du secteur concerné.
Le Dollol Maouri fait partie des milieux humides protégés par la convention de Ramsar depuis 2004.

### Discographie
- Niger : chasseurs du Dallol Mawri, Halidou Karimou, Daouda Douroumbou, chant, luth ; Faria Daouro, luth... (et al.), Radio-France et Harmonia mundi (distrib.), CD (1 h 03 min 24 s) + brochure (19 p.)